# Nadia Rozhon
Nadia Rozhon (ucraïnès: Надія Іванівна Сємішева)  (Talnè, 15 de novembre de 1952) és una ex-remadora ucraïnesa que va competir sota bandera soviètica durant la dècada de 1970.
El 1976 va prendre part en els Jocs Olímpics de Mont-real, on guanyà la medalla de plata en la competició del vuit amb timoner del programa de rem.